# Liste der denkmalgeschützten Objekte in Aistersheim
Die Liste der denkmalgeschützten Objekte in Aistersheim enthält die 5 denkmalgeschützten, unbeweglichen Objekte der Gemeinde Aistersheim in Oberösterreich (Bezirk Grieskirchen).

## Denkmäler
| Foto |                 | Denkmal                                                                           | Standort                                      | Beschreibung | Metadaten |
| ---- | --------------- | --------------------------------------------------------------------------------- | --------------------------------------------- | --- | --- |
| ja   | Datei hochladen | Wasserschloss Aistersheim HERIS-ID: 37556 Objekt-ID: 36744                        | Aistersheim 1 Standort KG: Aistersheim        | → Hauptartikel : Schloss Aistersheim f1                                                                           | BDA-Hist.: Q2239966 Status: Bescheid Stand der BDA-Liste: 2025-06-30 Name: Wasserschloss Aistersheim GstNr.: 23, 24/1, 24/2, 98, .1, .2, .3, .4, .5, .8/1, .8/2 Aistersheim Castle        |
| ja   | Datei hochladen | Pfarrhof, ehem. Villa Geßwagner HERIS-ID: 66250 Objekt-ID: 79126                  | Aistersheim 28 Standort KG: Aistersheim       | | BDA-Hist.: Q38112734 Status: § 2a Stand der BDA-Liste: 2025-06-30 Name: Pfarrhof, ehem. Villa Geßwagner GstNr.: .182 Pfarrhof Aistersheim                                                 |
| ja   | Datei hochladen | Kath. Pfarrkirche Mariä Himmelfahrt und Friedhof HERIS-ID: 52001 Objekt-ID: 57875 | bei Aistersheim 32 Standort KG: Aistersheim   | Von 1699 bis 1700 wurde mit dem Baumeister Jakob Pawanger eine neue Kirche am Platz einer Vorgängerkirche erbaut. | BDA-Hist.: Q25340720 Status: § 2a Stand der BDA-Liste: 2025-06-30 Name: Kath. Pfarrkirche Mariä Himmelfahrt und Friedhof GstNr.: .43, 40, 41/1 Pfarrkirche Mariä Himmelfahrt, Aistersheim |
| ja   | Datei hochladen | Figurenbildstock hl. Johannes Nepomuk HERIS-ID: 66260 Objekt-ID: 79136            | neben Aistersheim 32 Standort KG: Aistersheim | | BDA-Hist.: Q38112746 Status: § 2a Stand der BDA-Liste: 2025-06-30 Name: Figurenbildstock hl. Johannes Nepomuk GstNr.: 2033/2                                                              |
| ja   | Datei hochladen | Karner HERIS-ID: 66248 Objekt-ID: 79124                                           | Standort KG: Aistersheim                      | | BDA-Hist.: Q38112724 Status: § 2a Stand der BDA-Liste: 2025-06-30 Name: Karner GstNr.: 40 Karner Aistersheim                                                                              |